# آنا ناتوندوناکی
آنا ناتوندوناکی (یونانی: Άννα Ντουντουνάκη؛ زادهٔ ۹ سپتامبر ۱۹۹۵) شناگر اهل یونان است.
وی در مسابقات کشوری و بین‌المللی در مجموع برندهٔ ۳ مدال برنز شده‌است.